# Phaenocephalus castaneus
Phaenocephalus castaneus là một loài bọ cánh cứng trong họ Phalacridae. Loài này được Wollaston miêu tả khoa học năm 1873.